# Occultatie

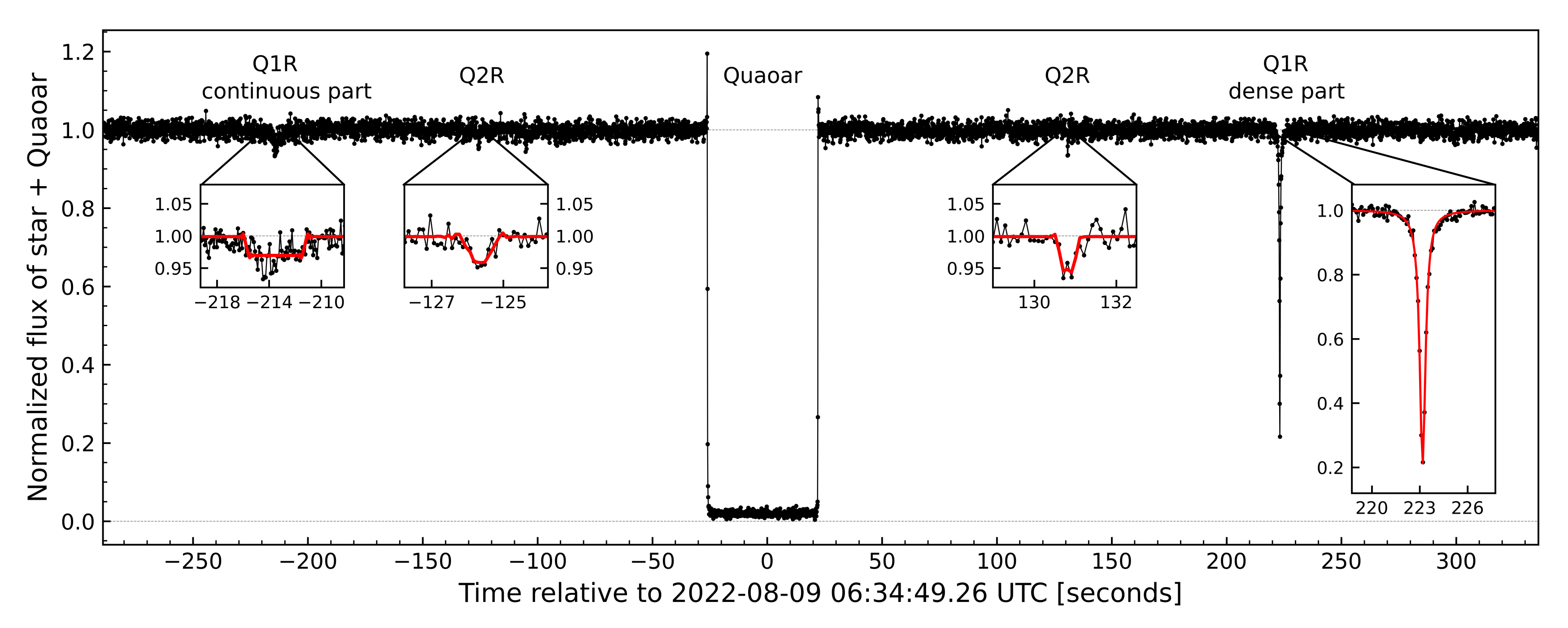
Lichtkromme van een occultatie van een ster door Quaoar waarin de planetaire ringen van Quaoar zichtbaar zijn

Een occultatie of bedekking is een astronomische gebeurtenis die men kan waarnemen wanneer een niet-lichtend hemellichaam tussen de waarnemer en een verdergelegen lichaam – lichtend door ofwel straling ofwel weerkaatsing van licht – passeert. Als dit verdergelegen lichaam slechts gedeeltelijk of periodiek wordt verborgen, noemt men dit rakelingse of scherende occultatie (Engels: grazing occultation). Men spreekt van het verschijnsel (immersie) bij het verdwijnen van een ster bij bedekking door de maan, of van een satelliet bij bedekking door de planeet (zie bijvoorbeeld bij Jupiter).

## Soorten
De term wordt meestal gebruikt voor de relatief vaak voorkomende gelegenheden waarbij de maan voor een ster langs gaat. Sterren kunnen worden bedekt door zowel planeten, planetoïden als door de maan. Het is ook mogelijk dat de ene planeet een andere bedekt. Dit gebeurde voor het laatst in 1818 en zal weer gebeuren in 2065 (in beide gevallen een bedekking van Jupiter door Venus).
Een bedekking van de zon door de maan wordt gewoonlijk een zonsverduistering genoemd. De term verduistering kan hier echter verwarring scheppen. In het systeem van Jupiters manen bijvoorbeeld, kan een maan verduisterd zijn (minder goed zichtbaar doordat de schaduw van Jupiter erop valt) of geocculteerd (verborgen omdat hij achter Jupiter staat) of beide tegelijkertijd.

## Voorkomen
Er zijn drie sterren van eerste magnitude die voldoende dicht bij het vlak van de ecliptica staan zodat ze geregeld door de maan en de planeten kunnen worden geocculteerd: Regulus, Spica en Antares. De ster van eerste magnitude Aldebaran bevindt zich iets verder zodat er pas occultatie door planeten zal kunnen optreden binnen enkele duizenden jaren.
In de Sterrengids en andere almanakken staan ieder jaar overzichten van de te verwachten sterbedekkingen.

## Nut
De ringen rond Uranus werden voor het eerst ontdekt toen ze een ster occulteerden in 1977.
Een bedekking van een ster door een planetoïde die waargenomen wordt vanaf verschillende plaatsen op aarde kan helpen de vorm en diameter van de planetoïde te bepalen. Bij dergelijke gebeurtenissen zal de nauwkeurigheid toenemen naarmate er meer waarnemers op verschillende plekken zijn, hiervoor worden dan ook vaak amateurastronomen ingezet. Bij een bedekking van een ster door de planetoïde Pallas op 29 mei 1979 deden de waarnemingen vermoeden dat Pallas een begeleider heeft, dit is later echter niet bevestigd.
Aan de andere kant kan een sterbedekking door een goed bekend hemellichaam ook informatie geven over de ster, bij de meervoudige ster Graffias zijn op die manier metingen gedaan over de componenten. In dit geval ging de ster bij een bedekking door de donkere kant van de maan in meerdere stappen "uit", het tijdsverschil geeft dan een aanwijzing over de afstand tussen de sterren, en het helderheidsverschil wordt veroorzaak door de helderheden van de sterren. 
De wederzijdse occultaties van Pluto en Charon hebben geholpen om oppervlaktedetails van Pluto te kunnen herleiden. De verschillende helderheidscurven van de gedeeltelijk overlappende hemellichamen weken af van de curve die verwacht werd als Pluto een egale oppervlakte zou hebben.
De eerste radioastronomen vonden bedekking van radiobronnen door de maan zeer waardevol om de exacte posities ervan te bepalen. De grote golflengte van radiostraling beperkte de resolutie die men kon verkrijgen door rechtstreekse waarneming.